# マイケル・ガフ
マイケル・ガフ（Michael Gough, 1916年11月23日 - 2011年3月17日）はイギリスの俳優。
100以上の映画に出演した性格俳優である。1989年の『バットマン』に始まる4本の『バットマン』シリーズで、執事アルフレッドを演じたことで有名。4本全てに出演したのは彼とゴードン総監役のパット・ヒングルのみである。

## 来歴
ガフはマレー半島で、イギリス人のフランセス・アトキンスとフランシス・バークリィ・ガフの間に産まれた。
1947年の『情炎（Blanche Fury）』で映画デビュー後、イギリスのテレビに多く出演する。人気SFテレビドラマシリーズ『ドクター・フー』にて、悪役「The Celestial Toymaker」として出演。他に同番組の『Arc of Infinity』シリーズでヘディン議員も演じた。『ドクター・フー』の助手ポリーを演じた女優アンネ・ウィリス（Anneke Wills）を伴侶にするが後に離婚。
他には小説『The Citadel』の同名テレビドラマではハリデー卿、1986年の映画『愛と哀しみの果て』ではディラメア卿を演じた。 
1960年代には、怪奇映画に頻繁に出演していた。1958年の『吸血鬼ドラキュラ』でピーター・カッシング、クリストファー・リーと共演したのを始め、ハマープロの作品に多く出演している。1962年にはテレンス・フィッシャー監督の『オペラの怪人』、1960年には『黒死館の恐怖（Horrors of the Black Museum）』など。
ティム・バートン監督は、幼少時からのハマーやAIP作品のファンであり、そこに出演していたリーやヴィンセント・プライスなどを自分の映画に起用している。ガフもまたその一人で、『バットマン』（1989）、『バットマン・リターンズ』（1992）にて、執事アルフレッドとして起用した。バートンの監督降板後も『バットマン・フォーエヴァー』（1995）、『バットマン&ロビン Mr.フリーズの逆襲』（1997）にも同役で出演した。
映画シリーズが一旦終了した後も、2001年にGM社の子会社「OnStar」社（車の通信システム会社）のコマーシャルにて、バットマンに車の異常を知らせるアルフレッドとして出演している。
バートン作品では後に『スリーピー・ホロウ』（1999）、『ティム・バートンのコープスブライド』（2005)、『アリス・イン・ワンダーランド』(2010)がある。 
ブロードウェイでミュージカルにも多く出演経験があり、1979年には『Bedroom Farce』にてトニー賞のミュージカル助演男優賞を獲得、1988年の『Breaking the Code』でも同賞にノミネートされている。

## 主な出演作品
| 公開年 | 邦題 原題                                                   | 役名                               | 備考               |
| ------ | ----------------------------------------------------------- | ---------------------------------- | ------------------ |
| 1947   | 情炎 Blanche Fury                                           |                                    |                    |
| 1948   | 死せる恋人に捧ぐる悲歌 Saraband for Dead Lovers             |                                    |                    |
| 1948   | アンナ・カレニナ Anna Karenina                              | ニコライ                           |                    |
| 1951   | 白衣の男 The Man in the White Suit                          | マイケル・コーランド               |                    |
| 1953   | 豪族の砦 Rob Roy, the Highland Rogue                        |                                    |                    |
| 1953   | 剣と薔薇 The Sword and the Rose                             |                                    |                    |
| 1955   | リチャード三世 Richard III                                  |                                    |                    |
| 1956   | 殴り込み戦闘機隊 Reach for the Sky                          |                                    |                    |
| 1957   | 将軍月光に消ゆ Ill Met by Moonlight                         |                                    |                    |
| 1958   | The Horse's Mouth                                           |                                    |                    |
| 1958   | 吸血鬼ドラキュラ Dracula                                    | アーサー・ホルムウッド             |                    |
| 1959   | 黒死館の恐怖 Horrors of the Black Museum                    | バンクロフト                       |                    |
| 1961   | 巨大猿怪獣コンガ Konga                                      | チャールズ・デッカー博士           |                    |
| 1962   | オペラの怪人 The Phantom of the Opera                       | ダーシー卿                         |                    |
| 1963   | 赤い野獣 Black Zoo                                          | コンラッド                         |                    |
| 1965   | テラー博士の恐怖 Dr. Terror's House of Horrors              | エリック                           |                    |
| 1965   | がい骨 The Skull                                            | 競売人                             |                    |
| 1967   | 姿なき殺人 Berserk!                                         | マネジャーのドランド               |                    |
| 1967   | 宇宙からの侵入者 They Came from Beyond Space                | 首領                               |                    |
| 1968   | イヴ・モンタンの深夜列車 Un soir, un trainy                 |                                    |                    |
| 1968   | 悪魔の宴 Curse of the Crimson Altar                         |                                    |                    |
| 1969   | 恋する女たち Women in Love                                  |                                    |                    |
| 1969   | 愛と死の果てるまで A Walk with Love and Death               |                                    |                    |
| 1970   | 呪われた血族 The Corpse                                     |                                    |                    |
| 1970   | 地底の原始人・キングゴリラ Trog                             |                                    |                    |
| 1970   | ジュリアス・シーザー Julius Caesar                          |                                    |                    |
| 1970   | 恋 The Go-Between                                           | モーズレイ                         |                    |
| 1972   | 狂えるメサイア Savage Messiah                               |                                    |                    |
| 1973   | ホラー・ホスピタル Horror Hospital                          |                                    |                    |
| 1973   | ヘルハウス The Legend of Hell House                         | エメリック・ベラスコ               | クレジット表記なし |
| 1975   | ガリレオ(原題) Galileo                                      |                                    |                    |
| 1976   | ザ・ショッカー/女子大生を襲った呪いの超常現象 Satan's Slave |                                    |                    |
| 1978   | ブラジルから来た少年 The Boys from Brazil                   | ハリントン氏                       |                    |
| 1982   | 恐るべき訪問者 Venom                                        |                                    |                    |
| 1982   | 検察側の証人 Witness for the Prosecution                    |                                    |                    |
| 1982   | シンベリン Cymbeline                                        |                                    |                    |
| 1983   | ドレッサー The Dresser                                      | フランク                           |                    |
| 1984   | トップ・シークレット Top Secret!                            | ポール・フラモンド博士             |                    |
| 1984   | オックスフォード・ブルース Oxford Blues                     |                                    |                    |
| 1984   | クリスマス・キャロル A Christmas Carol                      | ミスタープール                     |                    |
| 1985   | フィービー・ケイツの レース II Lace II                      |                                    |                    |
| 1985   | SFキング・オブ・アーサー/魔剣伝説 Arthur the King           | 大司教                             |                    |
| 1985   | 愛と哀しみの果て Out of Africa                              | デラメア男爵                       |                    |
| 1986   | カラヴァッジオ Caravaggio                                   | デル・モンテ枢機卿                 |                    |
| 1987   | マーシェンカ Maschenka                                      |                                    |                    |
| 1987   | 第四の核 The Fourth Protocol                                | サー・バーナード・ヘミング         |                    |
| 1988   | ゾンビ伝説 The Serpent and the Rainbow                      | スクンバッカー教授                 |                    |
| 1989   | ストラップレス Strapless                                    |                                    |                    |
| 1989   | バットマン Batman                                           | アルフレッド・ペニーワース         |                    |
| 1990   | ザ・ガーデン The Garden                                     |                                    |                    |
| 1992   | バットマン リターンズ Batman Returns                        | アルフレッド・ペニーワース         |                    |
| 1993   | ヴィトゲンシュタイン Wittgenstein                           | バートランド・ラッセル             |                    |
| 1993   | エイジ・オブ・イノセンス/汚れなき情事 The Age of Innocence  | ヘンリー・ヴァン・デル・リュイデン |                    |
| 1994   | レタッチ 裸の微笑 Uncovered                                 | ドン・マヌエル                     |                    |
| 1994   | ノストラダムス Nostradamus                                  | ジャン・ド・レミー                 |                    |
| 1995   | バットマン フォーエヴァー Batman Forever                    | アルフレッド・ペニーワース         |                    |
| 1995   | 亡霊の館 The Haunting of Helen Walker                       |                                    |                    |
| 1997   | バットマン&ロビン Mr.フリーズの逆襲 Batman & Robin          | アルフレッド・ペニーワース         |                    |
| 1999   | スリーピー・ホロウ Sleepy Hollow                            | ハーデンブルック書記               |                    |
| 2005   | ティム・バートンのコープスブライド Corpse Bride             | グートネクト長老                   | 声の出演           |
| 2010   | アリス・イン・ワンダーランド Alice in Wonderland            | ドードー鳥                         | 声の出演、遺作     |